# Lepidagathis hyssopifolia
Lepidagathis hyssopifolia là một loài thực vật có hoa trong họ Ô rô. Loài này được (Benth.) T. Anderson mô tả khoa học đầu tiên năm 1847.